# پارک کاپ-سوک
پارک کاپ-سوک (انگلیسی: Park Kap-sook؛ زادهٔ ۲۵ نوامبر ۱۹۷۰) بازیکن هندبال اهل کره جنوبی است.